# Wie in einem Spiegel
Wie in einem Spiegel (Original: Såsom i en spegel) ist ein in Schwarzweiß gedrehtes schwedisches Filmdrama von Ingmar Bergman aus dem Jahr 1961 mit Harriet Andersson, Gunnar Björnstrand und Max von Sydow in den Hauptrollen.
Der Film schildert 24 Stunden aus dem Leben einer jungen Frau, die unheilbar psychisch erkrankt ist.

## Handlung
Die Handlung vollzieht sich innerhalb zweier aufeinander folgender Abende auf einer Ostseeinsel. Hier verbringen Karin, ihr Mann Martin, von Beruf Arzt, ihr Vater David, ein Schriftsteller, der gerade aus der Schweiz zurückgekehrt ist, und ihr 17-jähriger Bruder Peter (Minus im schwedischen Original) die Sommerferien. Karin wurde kurz zuvor aus einer psychiatrischen Klinik entlassen. Unter vier Augen berichtet Martin seinem Schwiegervater, dass Karin unheilbar krank sei. Peter möchte wie sein Vater Schriftsteller werden und schlägt sich mit Pubertätsproblemen herum.
David kommt bei der Arbeit an seinem Roman nicht voran und ertappt sich bei dem Gedanken, die Krankheitsgeschichte seiner Tochter literarisch zu benutzen. Karin erfährt davon, als sie in Davids Tagebuch liest. Martin konfrontiert David auf einer Bootsfahrt mit ihrer Entdeckung und bezichtigt ihn der Gefühlskälte. Doch auch David leidet an psychischen Problemen. Er fühlt sich als Schriftsteller am Ende seiner kreativen Laufbahn und hatte in der Schweiz versucht, Selbstmord zu begehen.
Karin wird weiter von ihrer Krankheit geplagt. Sie hat Visionen und glaubt, dass Gott sie heimsucht. Während eines Ausflugs am Strand verführt sie ihren Bruder. Zurück im Haus sperrt sie sich in einer Kammer ein, wo sie einen Anfall erleidet. Martin fordert den Notdienst an und gibt ihr eine Beruhigungsspritze. Später erzählt Karin, dass Gott ihr als bösartige Spinne erschienen sei. Ein Hubschrauber holt Karin und Martin ab, um sie zur Klinik zu bringen, David und Peter bleiben allein zurück auf der Insel. Bei einem Gespräch kommen sich die beiden erstmals näher.

## Hintergrund

### Produktion
Bergman schloss die Arbeit am Drehbuch am 12. Mai 1960 ab. In einem frühen Stadium hatte er als Titel „Tapete“ erwogen. Diese Tapete ziert den Raum, in dem Karin ihren letzten Zusammenbruch (bzw. ihre letzte Vision) im Film erfährt: „Die Grenzlinie, die sie überschreiten muß, sind die sonderbaren Muster der Tapete.“ (Bergman) Der endgültige Titel ist an den ersten Brief des Paulus an die Korinther angelehnt (1 Kor 13,12 ): „Wir sehen jetzt durch einen Spiegel ein dunkles Bild; dann aber von Angesicht zu Angesicht. Jetzt erkenne ich stückweise; dann aber werde ich erkennen, wie ich erkannt bin.“ Der Regisseur nutzte das Zitat erneut als Titel für Von Angesicht zu Angesicht aus dem Jahr 1976.
Der Film sollte ursprünglich auf den Orkney-Inseln gedreht werden. Bergman entschied sich dann allerdings für die Insel Fårö, die später zu seiner Heimat werden sollte.
Die Szene, in der Karin und Peter/Minus in den Bauch eines Schiffswracks hinabsteigen, erinnert stark an eine ähnliche Szene in Agnès Vardas La Pointe Courte (1955). Ob Bergman den Film kannte oder von diesem beeinflusst war, ist nicht belegt.

### Filmstart
Die Welturaufführung fand am 16. Oktober 1961 in Schweden statt. Der Film nahm 1962 am Wettbewerb der Internationalen Filmfestspiele Berlin teil und startete am 26. Juni 1962 in den deutschen Kinos. Die deutsche Synchronisation änderte den Namen des Sohnes Fredrik bzw. Minus zu Peter.

### Position in Bergmans Werk
Wie in einem Spiegel bildet den ersten Film einer Trilogie (gefolgt von Licht im Winter und Das Schweigen). 1969 erklärte Bergman in einem Interview, die Trilogie nicht ursprünglich als solche geplant zu haben. Erst nach Beendigung des dritten Films sei ihm die Einheitlichkeit aller drei Teile aufgefallen.
Gleichzeitig markierte er den Beginn der langjährigen Zusammenarbeit Bergmans mit Kameramann Sven Nykvist. Nykvist hatte zuvor Abend der Gaukler (1953) und Die Jungfrauenquelle (1960) mit Bergman gedreht und fotografierte alle Filme des Regisseurs bis 1983.
Obwohl die zeitgenössische Filmkritik Wie in einem Spiegel mehrheitlich positiv aufnahm, äußerte sich Bergman in späteren Jahren abwertend über seinen Film. Neben seiner Unzufriedenheit mit Björnstrands und Passgårds Darstellung störte er sich an dem „Drang nach Geborgenheit“ des Films, dem „Versuch, eine Lösung aufzuzeigen“ statt „nur mit der Frage selbst zu kommen“, den er als „verlogen“ und „gewollt“ bezeichnete.

## Kritiken
„Gottsucher Bergman vermutet, Liebe sei ein Gottesbeweis. Diese Ansicht verbirgt er in einer ebenso einfachen wie hintergründigen Fabel […] und instrumentiert das Quartett seiner Figuren mit durchsichtiger Schlichtheit. Als sein hervorragendstes Instrument erweist sich die Darstellerin Harriet Andersson, die das Schizophrene nicht nur spielt, sondern in aufregender Weise moduliert.“

„Dies ist einer der wenigen Filme Bergmans, die Hoffnung aus dem Glauben beziehen. Andererseits schildert er, wie alle Personen der Handlung sich dadurch verändern, dass sie im Spiegelbild des anderen einen Teil ihres Ichs sehen. Demonstriert wird das in einer kühlen, klaren Bildersprache, die sich ganz auf das Wesentliche konzentriert.“

„‚Wie in einem Spiegel‘ beeindruckt durch seine formale Sicht auf das Thema, durch die Sprödigkeit des gewählten Ambiente und durch die zwangsläufige Konzentration auf die wenigen Protagonisten […] Unübersehbar ist dennoch und trotz der Relevanz des Themas das Defizit an Plausibilität des Buchs; z. B. leuchtet nicht die geradezu gehetzte verbale Auflösung der Handlung in theologischen Feststellungen am Ende ein. Es überzeugt auch nicht endgültig die Verknüpfung von psychopathischer Konstellation und expliziter Gottesfrage […] Dennoch bleibt ein Film, der sich durch künstlerische und religiöse Ambition meilenweit von anderen Film-Versuchen zur Sinnfrage – auch Bergmans selbst – abhebt.“

## Auszeichnungen
- Oscar für den Besten fremdsprachigen Film 1962
- Preis der Organisation catholique internationale pour le cinéma et l’audiovisuel (OCIC) im Rahmen der Internationalen Filmfestspiele Berlin 1962
- Auszeichnung als einer der „Top Five Foreign Language Films“ des National Board of Review 1962[Anm. 1]